# Don Carlos (opera)
Don Carlos (ital. Don Carlo) je velika opera v petih dejanjih Giuseppeja Verdija. Libreto sta po Schillerjevi igri spisala Joseph Méry in Camille Du Locle. Krstna predstava je bila v Teatro de l'Operà v Parizu 11. marca 1867. Ker sta se libretista držala izvirnika, sta oblikovala izredno dolgo besedilo, ki sta ga opremila z obveznim baletnim vložkom. Zaradi dolžine opere je bil uspeh le polovičen. Tega se je zavedal tudi skladatelj, zato je že za drugo ponovitev privolil v občutne krajšave. V taki obliki so opero ponovili približno štiridesetkrat.
Skrajšana opera pa se na italijanskih odrih ni obnesla, zato je za premiero 10. januarja 1884 v milanski La Scali skladatelj opero občutno predelal (prvo dejanje, ki se godi pozimi v Fontainebleauskem gozdu, je v celoti izpuščeno). Skrajšana opera (t. i. milanska različica) je tako sestavljena iz štirih dejanj (sedmih slik). 
Za premiero v Modeni leta 1886 pa je skladatelj operi v štirih dejanjih dodal še prolog.
Prva ljubljanska uprizoritev opere je bila na odru ljubljanske Opere v sezoni 1961/1962.

## Osebe
- Filip II., španski kralj - bas
- Don Carlos, njegov sin - tenor
- Markiz Posa - bariton
- Veliki inkvizitor - bas
- Pater - bas
- Elizabeta, kraljica - sopran
- Eboli, princesa - mezzosopran
- Tebaldo, Elizabetin paž - sopran
- Lerma, grof - tenor
- Glasnik - bas
- Glas - sopran
- Flandrijski odposlanci, dvorno spremstvo, stražarji, obsojenci, ljudstvo.

## Vsebinamilanske različice
Godi se v Španiji v 16. stoletju.

### Prva slika
V samostanu ob sončnem vzhodu. 
V kapeli pred grobom Karla V. klečijo in molijo menihi. Don Carlos pride bled in potrt in toži nad svojo usodo, ki mu je iztrgala zaročenko, francosko princeso Elizabeto Valois, ki jo je iz političnih razlogov poročil njegov oče Filip II. 
Carlosov prijatelj markiz Posa se je pravkar vrnil iz Flandrije in mu sporoča, da se ljudstvo želi osvoboditi okrutne španske nadvlade. Ko mu Carlos razodene strast do svoje mačehe, mu Posa svetuje, da naj prosi očeta, da ga pošlje kot svojega namestnika v Flandrijo, kjer bi lahko tamkajšnjemu ljudstvu pomagal, hkrati pa tudi laže obvladal svoja ljubezenska čustva. Oba prijatelja si svečano prisežeta, da bo boj za svobodo njun prvi in najvišji cilj.

### Druga slika
Vhod v samostan. 
Dvorne dame, med njimi princesa Eboli, se zabavajo s pesmijo in kramljanjem. Pridruži se jim tudi kraljica Elizabeta. Paž Tebaldo najavi markiza Poso, ki izroči kraljici pismo njene matere, prikrito pa tudi listič, v katerem Don Carlos prosi kraljico za sprejem. Kraljica privoli in ko se dvorjanke razidejo, Carlos prosi Elizabeto, da bi se zavzela zanj pri kralju, da bi ga poslal v Flandrijo. Med razgovorom ga čustva zanesejo, vendar pa se zave brezupnosti položaja in obupan zbeži. 
Kralj Filip ogorčen ukori plemstvo, da je pustilo kraljico samo, njeno prvo damo pa prežene nazaj na Francosko. Ko se kraljica in vse spremstvo odstrani, Filip zadrži Poso, ki ga ceni zaradi njegove zadržanosti in bi ga zato v občutju osamljenosti želel imeti v svoji bližini. Posa izrabi priložnost in se nujno zavzame za nesrečno Flandrijo, ki ječi pod strahotnim nasiljem namestnika vojvode Albe. Kralj pokaže razumevanje, posvari pa ga pred Sveto inkvizicijo.

### Tretja slika
Mesečna noč v kraljevem vrtu. 
Carlos je dobil pismo, ki ga vabi na nočni sestanek. Prepričan je, da ga pričakuje Elizabeta. Dejansko pa se pojavi — močno zastrta — princesa Eboli, ker je ona pisala pismo, ker Carlosa ljubi. Carlos jo v veri, da je kraljica, viharno objame, ko pa spregleda prevaro, je že prepozno. Knjeginja spozna, da Carlos ljubi kraljico in v besu zagrozi, da bo vse izdala. Ko Eboli
vsa ogorčena odhiti, pregovori markiz Posa Carlosa, da mu izroči vse listine, ker morata biti odslej pripravljena na vse.

### Četrta slika
Trg pred cerkvijo. 
Kralj s spremstvom in ljudstvo pričakujejo pošastno uprizoritev avtodafeja. Na čelu flandrijskih odposlancev stopi Carlos pred kralja in ga prosi, naj mu zaupa mesto flandrijskega namestnika. Kralj ga označi za blaznega in Carlos ogorčen potegne meč. Posa reši položaj tako, da prijatelju odvzame meč in ga izroči Filipu. Po velikem pevskem ansamblu se vsi podajo k avtodafeju.

### Peta slika
Jutro v Filipovi delovni sobi. 
Kralj sam sedi za mizo, sveče so dogorele. Preganjajo ga mučne misli. Nato mu javijo prihod Velikega inkvizitorja. Filip potoži cerkvenemu knezu, da snuje Carlos upor in vprašuje, ali ga sme do skrajnosti kaznovati. Inkvizitor mu odgovarja, da je treba
brezpogojno žrtvovati vse, če je v nevarnosti avtoriteta cerkve in države. Obenem pa nepopustljivo zahteva, da mu kralj izroči markiza Poso, ki je svobodomislec in zato cerkveni in posvetni oblasti nevaren. Sprva Filip okleva, naposled pa se skrušen skloni pod silo cerkvene postave. 
Po kardinalovem odhodu vstopi v sobo kraljica, saj so ukradli njeno skrinjico z dragulji. Vsa prepadena jo zagleda na kraljevi mizi. Filip jo odpre in ko najde v njej sliko Carlosa, ves iz sebe v divjem napadu zabrusi Elizabeti, da je »ljubimka«. Kraljica omedli in na kraljev poziv prihitita Eboli in Posa na pomoč. Ko ostane Eboli z Elizabeto sama, ji na kolenih prizna svoje dejanje. Iz ljubosumja je ukradla njeno skrinjico in jo izročila Filipu, da bi jo osumila, medtem pa je ona sama s kraljem nagnusno grešila. Kraljica jo prežene z dvora in Eboli bo sklenila svoje življenje v samostanu.

### Šesta slika
V zaporu. 
Carlos je zaprt. K njemu pride Posa, da se od njega poslovi. Ves sum je prevzel nase in vzbudil mnenje, da je on tisti, ki je zanetil upor v Flandriji. Carlosova pisma so služila za dokaz trditev. Carlos hoče takoj h kralju, da mu vse pojasni, toda je prepozen. Inkvizicija deluje in Posa se zruši smrtno zadet na tla.
Nastopi kralj, da bi vrnil Carlosu svobodo. Ta se obupan obrne od očeta, ki mu je umoril prijatelja. Razjarjeno ljudstvo v divjem navalu vdre v palačo in zahteva osvoboditev infanta. Ko nastopi Veliki inkvizitor, se množica strahoma razide.

### Sedma slika
Mesečna noč. V samostanu.  
Ob krsti Karla V. kleči Elizabeta in prosi duha pokojnega vladarja, da ji pošlje tolažbe. Obljubila je Posi, da bo s Carlosom govorila. Ko Carlos pride na ta zadnji razgovor, mu goreče svetuje, naj odide v Flandrijo in tam dokonča miroljubno delo ubitega prijatelja. V globoki bridkosti se oba poslovita v zavesti, da je to slovo za vselej. Presenetita pa ju kralj in Veliki inkvizitor. Na kraljev ukaz hočejo stražarji Carlosa prijeti, ta pa se hipoma zabode. Veliki inkvizitor z znamenjem križa dejanje zaključi z besedami, da ga je Bog sam obsodil.

## Glasbeni primer
- Arija Filipa